# Cygańskie Czary
Cygańskie Czary – polski zespół muzyczno-taneczny specjalizujący się muzyce romskiej. Zespół został założony w 2001 roku przez aktorkę i piosenkarkę Elenę Rutkowską.
Zespół składa się z muzyków-multiinstrumentalistów pochodzenia romskiego z Węgier, Hiszpanii, Czech, Ukrainy, Grecji oraz Polski. Prezentują tradycyjne romskie utwory, w skład których wchodzą cygańskie ballady, romanse i czardasze w nowoczesnych, estradowych aranżacjach.

## Historia
Zespół skupia się na promowaniu i zachowaniu kultury muzycznej Romów. Poprzez swoją muzykę zespół ma na celu zwiększenie świadomości na temat kultury romskiej oraz przybliżenie tego jak ona wpłynęła na europejską scenę muzyczną. Poprzez swoje zaangażowanie w romską tradycję muzyczną, stanowią istotny wkład w muzykę folkową.
Zespół wraz z wokalistką posiadają w repertuarze utwory w języku polskim, romskim, ukraińskim i rosyjskim.
Od czasu powstania zespół Cygańskie Czary występował m.in. w: Teatrze Studio Buffo, Teatrze Sabat Małgorzaty Potockiej, Operze i Filharmonii Podlaskiej, Operze Lubelskiej, Operze Bałtyckiej, Filharmonii Podkarpackiej, Teatrze Palladium, Teatrze Muzycznym w Łodzi, Operze Krakowskiej, Sali Kongresowej, Operze Wrocławskiej oraz na scenie koncertowej Polskiego Radia.

## Udział w festiwalach
Zespół Cygańskie Czary w ciągu swojej ponad dwudziestoletniej działalności występował na wielu prestiżowych międzynarodowych i krajowych festiwalach muzycznych, m.in.:
- 6. Festiwal Dwóch Jezior (2022)[2]
- XVII Międzynarodowy Festiwal Romów – Romani Rat „Cygańska Noc” w Płocku (2022)[3]
- REWIA "BAŁKAŃSKI CZAR" (2018)[4]

## Galeria

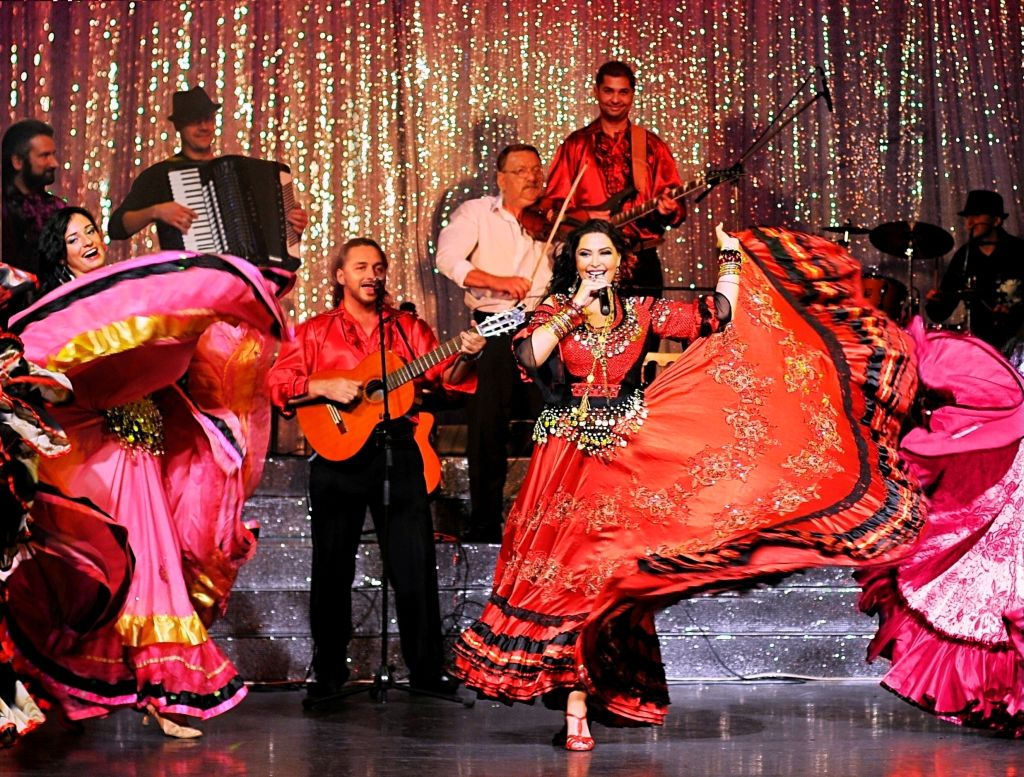
Cygańskie Czary i Elena Rutkowska
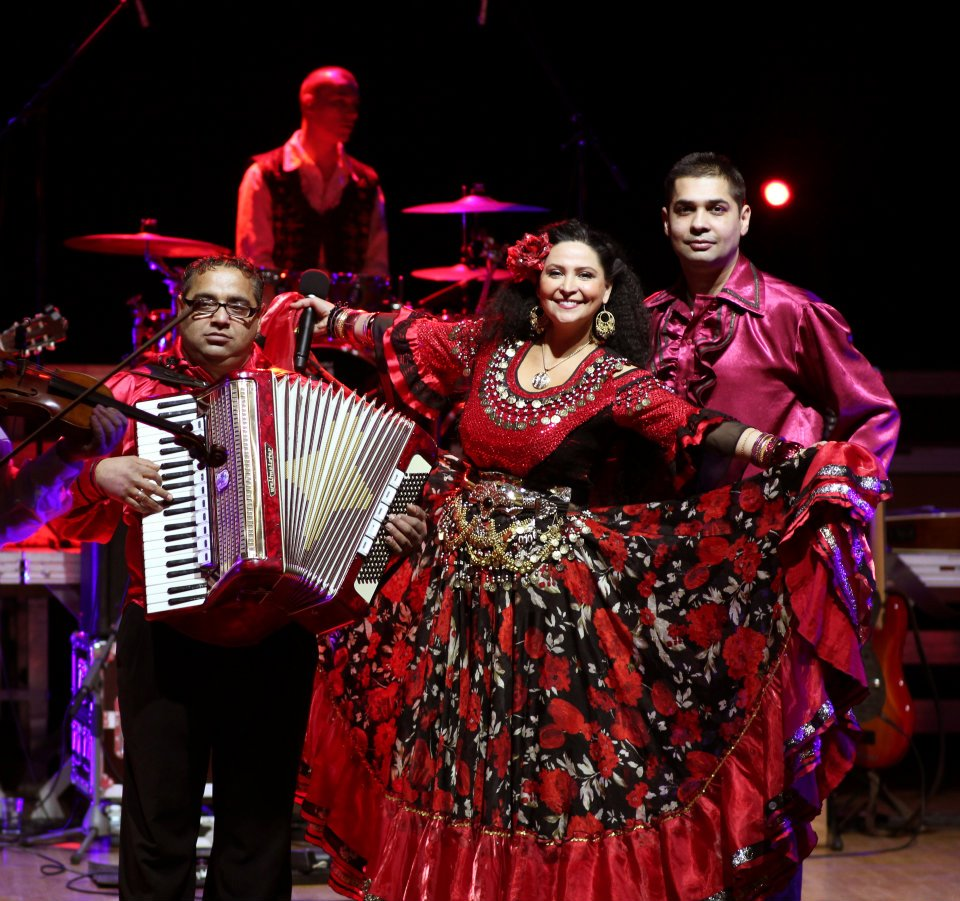
zespół Cygańskie Czary i Elena Rutkowska
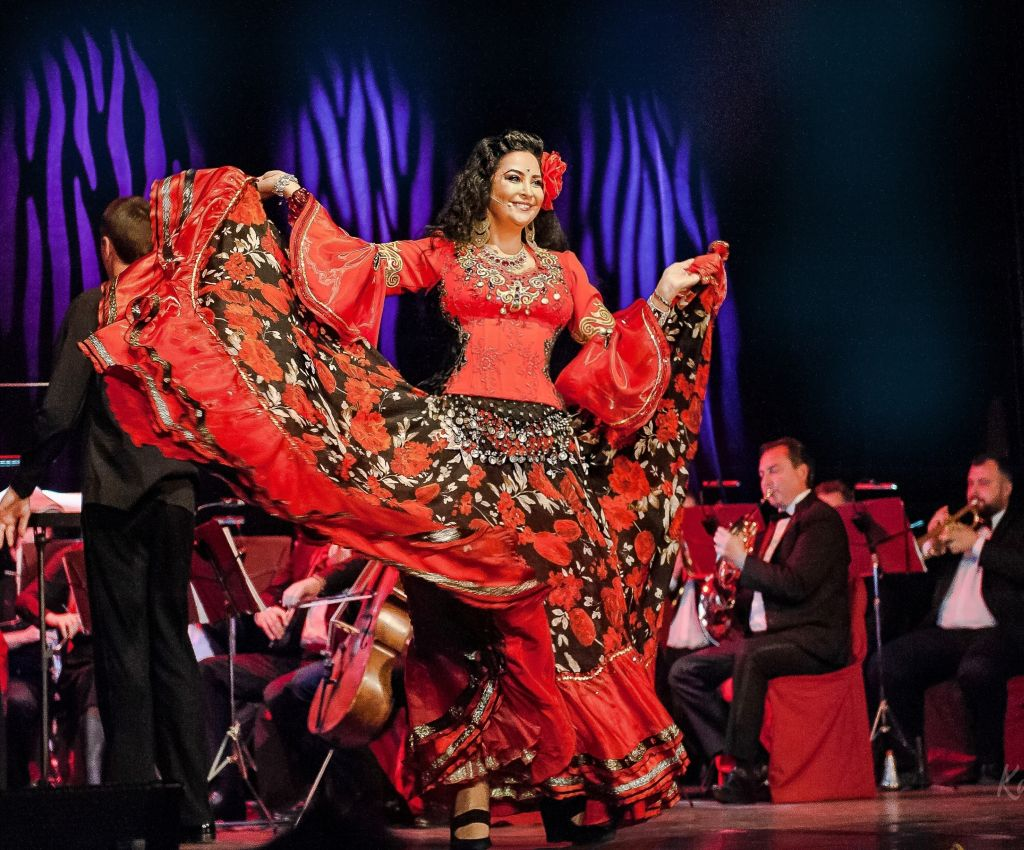
Elena Rutkowska